# Intel HD Graphics

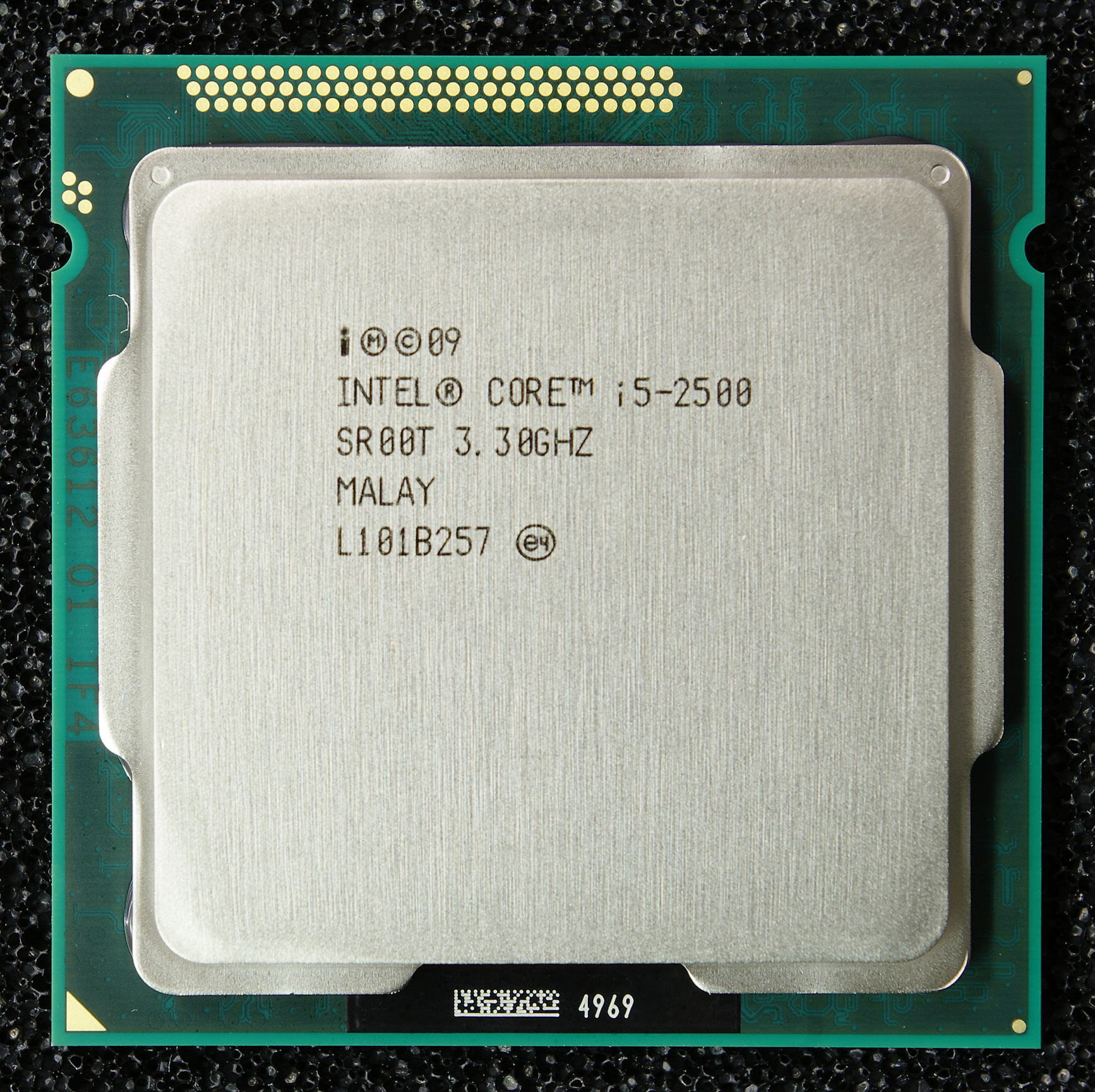
Procesador Core i5 con HD Graphics 2000 integrado

Tecnología de gráficos Intel (también conocido como Intel HD Graphics) es el nombre de una serie de procesadores gráficos integrados (IGP) fabricados y producidos por Intel, fabricados dentro de la misma Unidad central de procesamiento (CPU) o pastilla. Fue lanzada en el año 2010 bajo el nombre Intel HD Graphics.
Intel Iris Graphics e Intel Iris Pro Graphics son las series de IGPs presentadas en el año 2013 junto a algunos modelos de CPU Haswell, como versiones de alto rendimiento de HD Graphics. Iris Pro Graphics fue el primero de la serie en incorporar DRAM incrustado.
En el cuarto trimestre de 2013, estas IGP de Intel representaron, en unidades, 65% de todos los procesadores gráficos en computadoras personales. Sin embargo, este porcentaje no representa la adopción real ya que varias de estas unidades usualmente terminan en sistemas equipados con tarjetas gráficas discretas.

## Historia
Antes de la introducción del Intel HD Graphics, Intel integraba gráficos que eran elaborados y ensamblados junto con el northbridge de las placas madres. Esto incluye Intel Extreme Graphics y el Intel Graphics Media Accelerator. Como parte del diseño del Hub controlador de plataforma, el northbridge fue eliminado y el procesamiento gráfico fue trasladado hacia la CPU
En enero del 2010, los procesadores Clarkdale y Arrandale fueron lanzados con HD Graphics y marcados como Celeron, Pentium o Core.
En enero del 2011, los procesadores Sandy Bridge fueron lanzados introduciendo la "segunda generación" de HD Graphics.
- HD Graphics (6 unidades de ejecución)
- HD Graphics 3000 (12 unidades de ejecución)
- HD Graphics 2000 (6 unidades de ejecución)

El 24 de abril de 2012, los procesadores Ivy Bridge fueron lanzados introduciendo la "tercera generación" de HD Graphics:
- HD Graphics 2500 (6 unidades de ejecución)
- HD Graphics 4000 (16 unidades de ejecución)

En el mes de junio del 2013, Haswell anunció la "cuarta generación" con varios modelos:
- HD Graphics 4200 (20 unidades de ejecución, Serie Y de muy bajo consumo de energía)
- HD Graphics 4400 (20 unidades de ejecución, Serie U para Ultrabooks)
- HD Graphics 4600 (20 unidades de ejecución, Serie M para laptops de alto rendimiento, max 18W Solo GPU )
- HD Graphics 5000 (40 unidades de ejecución)
- Iris Graphics 5100 (40 unidades de ejecución)
- Iris Pro Graphics 5200 (40 unidades de ejecución + 128MB de memoria dedicada de video, serie R de alto rendimiento, max 36W solo GPU)

Generación Broadwell lanzados en 2015
- Iris Pro Graphics 6200 (48 unidades de ejecución + 128MB de memoria dedicada de video)
- intel HD Graphics 6000 (48 unidades de ejecución + 64MB de memoria dedicada de video)
- intel HD Graphics 5600 (24 o 48 unidades de ejecución + 64MB de memoria dedicada de video)

## Generaciones
Intel HD e Iris Graphics se dividen en generaciones, y dentro de cada generación se dividen en "gamas" (o niveles) de rendimiento creciente, denominados por la etiqueta "GTx".

### Westmere
En enero de 2010, se lanzaron los procesadores Clarkdale y Arrandale con gráficos de Ironlake, y se los nombró Celeron, Pentium o Core con HD Graphics. Solo había una especificación: 12 unidades de ejecución, hasta 43.2 GFLOPS a 900 MHz.

### Sandy Bridge
En enero de 2011, se lanzaron los procesadores Sandy Bridge, presentando la "segunda generación" de HD Graphics:
| Número de modelo | Gama | Unidades de ejecución | Boost Clock (MHz) | GFLOPS máximos |
| ---------------- | ---- | --------------------- | ----------------- | -------------- |
| HD Graphics      | GT1  | 6                     | 1000              | 96             |
| HD Graphics 2000 | GT1  | 6                     | 1350              | 129.6          |
| HD Graphics 3000 | GT2  | 12                    | 1350              | 259.2          |

Sandy Bridge Celeron y Pentium tienen Intel HD, mientras que Core i3 y superiores tienen HD 2000 o HD 3000. HD Graphics 2000 y 3000 incluyen codificación de video por hardware y efectos de posprocesamiento en HD.

### Ivy Bridge
El 24 de abril de 2012, se lanzó Ivy Bridge, presentando la "tercera generación" de gráficos HD de Intel:
| Número de modelo | Gama | Unidades de ejecución | Unidades de sombreado | Boost Clock (MHz) | GFLOPS máximos |
| ---------------- | ---- | --------------------- | --------------------- | ----------------- | -------------- |
| HD Graphics      | GT1  | 6                     | 48                    | 1050              | 100.8          |
| HD Graphics 2500 | GT1  | 6                     | 48                    | 1150              | 110.4          |
| HD Graphics 4000 | GT2  | 16                    | 128                   | 1300              | 332.8          |

Ivy Bridge Celeron y Pentium tienen Intel HD, mientras que Core i3 y superiores tienen HD 2500 o HD 4000. HD Graphics 2500 y 4000 incluyen codificación de video de hardware y efectos de posprocesamiento HD.
Para algunas CPU móviles de baja potencia, la compatibilidad con la decodificación de video es limitada, mientras que ninguna de las CPU de escritorio tiene esta limitación.

### Haswell
El 12 de septiembre de 2012, se anunciaron las CPU Haswell, con cuatro modelos de GPU integradas.

### Broadwell
En noviembre de 2013, se anunció que los procesadores de escritorio Broadwell-K (dirigidos a entusiastas) también llevarán un Iris Pro Graphics.
Los siguientes modelos de GPU integrada se anuncian para los procesadores Broadwell:
| Mercado    | Número de modelo        | Gama | Unidades de ejecución | Unidades de sombreado | eDRAM (MB) | Boost Clock (MHz) | GFLOPS máximos |
| ---------- | ----------------------- | ---- | --------------------- | --------------------- | ---------- | ----------------- | -------------- |
| Consumidor | HD Graphics             | GT1  | 12                    | 96                    | –          | 850               | 163.2          |
| Consumidor | HD Graphics 5300        | GT2  | 24                    | 192                   | –          | 900               | 345.6          |
| Consumidor | HD Graphics 5500        | GT2  | 24                    | 192                   | –          | 950               | 364.8          |
| Consumidor | HD Graphics 5600        | GT2  | 24                    | 192                   | –          | 1050              | 403.2          |
| Consumidor | HD Graphics 6000        | GT3  | 48                    | 384                   | –          | 1000              | 768            |
| Consumidor | Iris Graphics 6100      | GT3  | 48                    | 384                   | –          | 1100              | 844.8          |
| Consumidor | Iris Pro Graphics 6200  | GT3e | 48                    | 384                   | 128        | 1150              | 883.2          |
| Servidores | HD Graphics P5700       | GT2  | 24                    | 192                   | –          | 1000              | 384            |
| Servidores | Iris Pro Graphics P6300 | GT3e | 48                    | 384                   | 128        | 1150              | 883.2          |

#### Braswell
| Número de modelo | Modelo de CPU | Gama | Unidades de ejecución | Clock speed (MHz) |
| ---------------- | ------------- | ---- | --------------------- | ----------------- |
| HD Graphics 400  | E8000         | GT1  | 12                    | 320               |
| HD Graphics 400  | N30xx         | GT1  | 12                    | 320–600           |
| HD Graphics 400  | N31xx         | GT1  | 12                    | 320–640           |
| HD Graphics 400  | J3xxx         | GT1  | 12                    | 320–700           |
| HD Graphics 405  | N37xx         | GT1  | 16                    | 400–700           |
| HD Graphics 405  | J37xx         | GT1  | 18                    | 400–740           |

### Skylake
En agosto del 2015 se lanza la línea de procesadores Skylake. Esta retira el soporte para VGA, pero admite configuraciones de múltiples monitores (hasta tres) conectados mediante HDMI 1.4, DisplayPort 1.2 o Embedded DisplayPort (eDP) 1.3.
Los siguientes modelos de GPU integrada están disponibles o anunciados para los procesadores Skylake:
| Mercado    | Número de modelo       | Gama | Unidades de ejecución | Unidades de sombreado | eDRAM (MB) | Boost Clock (MHz) | GFLOPS máximos |
| ---------- | ---------------------- | ---- | --------------------- | --------------------- | ---------- | ----------------- | -------------- |
| Consumidor | HD Graphics 510        | GT1  | 12                    | 96                    | –          | 950               | 182.4          |
| Consumidor | HD Graphics 515        | GT2  | 24                    | 192                   | –          | 1000              | 384            |
| Consumidor | HD Graphics 520        | GT2  | 24                    | 192                   | –          | 1050              | 403.2          |
| Consumidor | HD Graphics 530        | GT2  | 24                    | 192                   | –          | 1150              | 441.6          |
| Consumidor | Iris Graphics 540      | GT3e | 48                    | 384                   | 64         | 1050              | 806.4          |
| Consumidor | Iris Graphics 550      | GT3e | 48                    | 384                   | 64         | 1100              | 844.8          |
| Consumidor | Iris Pro Graphics 580  | GT4e | 72                    | 576                   | 128        | 1000              | 1152           |
| Servidores | HD Graphics P530       | GT2  | 24                    | 192                   | –          | 1150              | 441.6          |
| Servidores | Iris Pro Graphics P555 | GT3e | 48                    | 384                   | 128        | 1000              | 768            |
| Servidores | Iris Pro Graphics P580 | GT4e | 72                    | 576                   | 128        | 1000              | 1152           |

### Kaby Lake
Las nuevas características incluyen aumento en las velocidades, soporte para servicios de streaming en 4k UHD "Premium" (codificado por DRM) y aceleración de hardware completa de decodificación HEVC y VP9 de 8 y 10 bits
| Mercado  | Número de modelo       | Gama | Unidades de ejecución | Unidades de sombreado | eDRAM (MB) | Base clock (MHz) | Boost clock (MHz) | GFLOPS máximos | Usado en                                                                |
| -------- | ---------------------- | ---- | --------------------- | --------------------- | ---------- | ---------------- | ----------------- | -------------- | ----------------------------------------------------------------------- |
| Consumer | HD Graphics 610        | GT1  | 12                    | 96                    | N/A        | 300−350          | 900−1100          | 172.8-211.2    | Desktop Celeron, Desktop Pentium G45**, i3-7101                         |
| Consumer | HD Graphics 615        | GT2  | 24                    | 192                   | N/A        | 300              | 900–1050          | 345.6 – 403.2  | i3-7Y30, i5-7Y54, i7-7Y75                                               |
| Consumer | HD Graphics 620        | GT2  | 24                    | 192                   | N/A        | 300              | 1000–1050         | 384 – 403.2    | i3-7100U, i5-7200U, i5-7300U, i7-7500U, i7-7600U                        |
| Consumer | HD Graphics 630        | GT2  | 24                    | 192                   | N/A        | 350              | 1000–1150         | 384 − 441.6    | Desktop Pentium G46**, i3, i5 and i7, and Laptop H-series i3, i5 and i7 |
| Consumer | Iris Plus Graphics 640 | GT3e | 48                    | 384                   | 64         | 300              | 950–1050          | 729.6 − 806.4  | i5-7260U, i5-7360U, i7-7560U, i7-7660U                                  |
| Consumer | Iris Plus Graphics 650 | GT3e | 48                    | 384                   | 64         | 300              | 1050–1150         | 806.4 − 883.2  | i3-7167U, i5-7267U, i5-7287U, i7-7567U                                  |

### Kaby Lake Refresh / Coffee Lake
Como nueva característica, puede destacarse el soporte para HDCP 2.2.
| Mercado  | Número de modelo       | Gama | Unidades de ejecución | Unidades de sombreado | eDRAM (MB) | Base clock (MHz) | Boost clock (MHz) | GFLOPS máximos | Usado en                                         |
| -------- | ---------------------- | ---- | --------------------- | --------------------- | ---------- | ---------------- | ----------------- | -------------- | ------------------------------------------------ |
| Consumer | UHD Graphics 610       | GT1  | 12                    | 96                    | N/A        | 350              | 1050              | 201.6          | Celeron, Pentium Gold G54**                      |
| Consumer | UHD Graphics 620       | GT2  | 24                    | 192                   | N/A        | 300              | 1000–1150         | 422.4–441.6    | i3-8130U, i5-8250U, i5-8350U, i7-8550U, i7-8650U |
| Consumer | UHD Graphics 630       | GT2  | 23                    | 184                   | N/A        | 350              | 1100–1150         | 404.8–423.2    | i3-8350K, i3-8100 with stepping B0               |
| Consumer | UHD Graphics 640       | GT2  | 24                    | 192                   | N/A        | 350              | 1100–1200         | 422.4–460.8    | Pentium Gold G55**, i3, i5, i7                   |
| Consumer | Iris Plus Graphics 655 | GT3e | 48                    | 384                   | 128        | 300              | 1050-1200         | 806.4-921.6    | i7-8559U, i5-8269U, i5-8259U, i3-8109U           |

### Gemini Lake
Como nueva característica, puede destacarse el soporte para HDMI 2.0, y decodificación de hardware VP9 de 10 bits Profile2.

## Características

### Intel Insider
Desde Sandy Bridge, los procesadores gráficos incluyen una forma de protección de copia digital y gestión de derechos digitales (o DRM, por sus siglas en inglés) integrada, llamada Intel Insider, la cual permite el descifrado (desde dentro del procesador) de medios protegidos. Anteriormente, existía una tecnología similar llamada Ruta de Video de sonido protegida (PAVP, por sus siglas en inglés).

### Intel Quick Sync Video
Intel Quick Sync Video es la tecnología de codificación y decodificación de vídeo vía hardware de Intel, que está integrada en algunas de sus CPUs. El nombre "Quick Sync" ("sincronización rápida", en inglés) refiere al uso de la transcodificación rápida ("sincronización", o "syncing", en inglés) de un video de, por ejemplo, un DVD o disco Blu-ray a un formato apropiado para, por ejemplo, un teléfono inteligente. Quick Sync se introdujo junto con la generación 6 de los microprocesadores Sandy Bridge, el 9 de enero de 2011.

### Tecnología de virtualización Intel® (Intel® VT)
La tecnología de virtualización Intel (Graphics Virtualization Technology) se anunció el 1 de enero de 2014 y cuenta con el respaldo de Iris Pro GPU.

### Monitores múltiples

#### Ivy Bridge
Las GPU HD 2500 y HD 4000 incluidas en los CPU Ivy Bridge se declaran como compatibles con hasta tres monitores activos, pero muchos usuarios afirman que esto no funciona debido a que los chipsets solo admiten dos monitores activos en muchas configuraciones comunes. La razón de esto es que los chipsets solo incluyen dos lazos de seguimiento de fase (PLL, por sus siglas en inglés); un PLL genera un reloj de píxel a cierta frecuencia que se utiliza para sincronizar los tiempos de los datos que se transfieren entre la GPU y las pantallas.
Por lo tanto, solo se puede lograr usar tres monitores activos simultáneamente con una configuración de hardware que solo requiera dos relojes de píxeles distintos, como ser:
- Usar dos o tres conexiones DisplayPort, ya que solo requieren un reloj de píxel único para todas las conexiones.[14] Tenga en cuenta que los adaptadores pasivos de DisplayPort a algún otro conector dependen de que el chipset pueda emitir una señal que no sea DisplayPort a través del conector DisplayPort, y por lo tanto no cuentan como una conexión DisplayPort. Los adaptadores activos que contienen lógica adicional para convertir la señal DisplayPort a algún otro formato si cuentan como una conexión DisplayPort.
- Utilizando dos conexiones (que no son DisplayPort) del mismo tipo de conexión (por ejemplo, dos conexiones HDMI) y la misma frecuencia de reloj (como cuando se conectan a dos monitores idénticos con la misma resolución), de modo que un único reloj de píxel puede ser compartido por ambas conexiones.[15]
- Usando el DisplayPort incorporado (eDP) en una CPU móvil junto con otras dos salidas cualquiera.[16]

#### Haswell
Las placas madre ASRock Z87 y H87 admiten tres pantallas simultáneamente. Las placas madre basadas en Asus H87 también admiten tres monitores independientes a la vez.